# Provincia Trang
Trang (în thailandeză ตรัง) este o provincie (changwat) din Thailanda. Situată în regiunea de Sud, provincia Trang are în componența sa 10 districte (amphoe), 87 de sub-districte (tambon) și 697 de sate (muban). 
Cu o populație de 615.420 de locuitori și o suprafață totală de 4.917,5 km2, Trang este a 40-a provincie din Thailanda ca mărime după numărul populației și a 44-a după mărimea suprafeței.